# 미쓰리는 알고 있다
《미쓰리는 알고 있다》는 2020년 7월 8일부터 2020년 7월 16일까지 방송된 MBC 특집드라마이다.

## 기획의도
재건축 아파트에서 벌어진 자살인지 타살인지 모를 의문으로 둘러싸인 죽음에 얽힌 용의자를 추적하며 밝혀지는 인간의 욕망과 진실을 다룬 미스터리 사건을 그린 드라마.

## 등장 인물

### 주요 인물
- 강성연 : 미쓰리, 이궁복(40세) 역

궁아파트 부동산 중개인, 9동 1004호 입주민
- 조한선 : 인호철(42세) 역

강남서의 에이스이자 전국 검거율 1위 베테랑 형사

### 경찰서
- 양기원 : 구대성(37세) 역

호철의 파트너. 호철이 형사로서 승승장구하는 것을 보며 옆을 묵묵히 지켜온 오랜 파트너로, 호철은 모른다 생각하지만 2년 전 호철의 비밀을 그는 알고 있다.
- 김대건 : 김민석 역

호철네 팀 막내. 미드로 형사의 꿈을 키웠고 미드로 강력계 일을 배웠다. 처음엔 워커홀릭 호철이 롤 모델이었지만 일에 미친 그가 조금은 안됐다 생각한다.

### 궁 아파트
- 박신아 : 양수진(24세) 역

9동 604호 입주민. 살인 사건 피해자. 인근 고등학교의 기간제 음악 교사. 쇼핑몰 피팅 모델. 명원의 첫사랑
- 김도완 : 서태화(19세) 역

9동 1003호 입주민. 궁부동산 사장의 아들
- 이기혁 : 이명원(36세) 역

9동 704호 입주민. 궁아파트 재건축 시공을 노리고 있는 병운건설의 사위, 검사 출신. 수진의 첫사랑
- 문창길 : 봉만래(75세) 역

9동 104호 입주민. 궁아파트 재건축 조합의 조합장
- 전수경 : 부녀회장(52세) 역

관리 소장의 아내, 입도 거칠고 시선도 거칠고 성정도 거칠다. 포악한 게 강한 건 줄 아는 단순 무식한 여자. 선규의 어머니.
- 우지원 : 관리소장(46세) 역

잘생긴 외모 덕에 평생 연상 아내의 케어를 받으며 살아가는 센치한 오춘기남, 부녀회장의 남편. 선규의 아버지.
- 김예원 : 총무(34세) 역

어디서 굴러먹다 왔는지 모르지만 묘하게 싼 티 나는 맹녀, 아니 맹수녀. 궁아파트 소유자인 척 하는 세입자.
- 김규선 : 한유라(35세) 역

명원의 아내. 재건축 시공사를 노리는 병운 건설 대표의 딸.
- 박혜진 : 남기순(70세) 역

봉노인의 아내, 치매 중증 환자. 가끔씩 밤에 몰래 나가 길 고양이에게 밥을 주곤 한다. 그날도 몰래 숨어 고양이에게 밥을 주다가 수진을 만났다.
- 신원재 : 김선규(19세) 역

부녀 회장과 관리 소장의 아들, 버릇 없고 개념 없는 싹수 노란 녀석. 잘 생기고 잘 나고 인기 많은 태화가 괜히 눈엣가시다.
- 김강민 : 배진우(25세) 역

궁아파트 택배 기사, 미쓰리가 인근 공동 주택에 살 때부터 챙기던 조손가정의 아이. 어려서부터 잔 도둑질에 능해 몇 번 감방에 갈 뻔 한 걸 미쓰리가 손을 써 막아줬다.
- 김나윤 : 변기남(40대) 역

방송사 기자, 한때 궁아파트 주민이었다.

### 수진의 사람들
- 김금순 : 윤명화 역

수진의 어머니. 궁복과는 친언니처럼 가까운 사이로 끈끈한 우애를 나누며 세월을 함께 했으나, 현재는 불의의 사고로 인해 거동이 불편하다.
- 배윤경 : 유현지(24세) 역

드레스룸 대표. 수진의 중학교 동창으로 수진을 질투하고 동경했으나 수진이 무너지는 것을 보며 안타까워했다.

### 그 외 인물
- 박정언 : 산부인과 의사 역

한유라와 양수진이 다니는 산부인과 의사로, 한유라에게 검사 결과 불임 선고를 한다.
- 신정윤 : 황선생 역

수진의 비밀을 알고 접근하는 인물.

## 시청률
최저 시청률과 최고 시청률은 시청률 조사회사와 지역별로 시청률에 차이가 있을 수 있습니다.
| 2020년 | 2020년   | 2020년         | 2020년         |
| 회차   | 방송일   | AGB 시청률     | AGB 시청률     |
| 회차   | 방송일   | 대한민국(전국) | 대한민국(전국) |
| ------ | -------- | -------------- | -------------- |
| 제1회  | 7월 8일  | 1부            | 3.2%           |
| 제1회  | 7월 8일  | 2부            | 4.2%           |
| 제2회  | 7월 9일  | 1부            | 3.2%           |
| 제2회  | 7월 9일  | 2부            | 2.9%           |
| 제3회  | 7월 15일 | 1부            | 2.3%           |
| 제3회  | 7월 15일 | 2부            | 2.4%           |
| 제4회  | 7월 16일 | 1부            | 2.3%           |
| 제4회  | 7월 16일 | 2부            | 2.5%           |

## 참고 사항
- 본 드라마는 픽션이며, 실제와 관련 없음을 밝힌다.
- 본 화면은 레터박스로 구성되었다.

## 같이 보기
- 대한민국의 텔레비전 드라마 목록 (ㅁ)
- 2020년 대한민국의 텔레비전 드라마 목록